# Катастрофа EMB 120 под Карролтоном
Катастрофа EMB 120 под Карролтоном — авиационная катастрофа, произошедшая в понедельник 21 августа 1995 года в окрестностях Карролтона (Джорджия). Авиалайнер Embraer EMB-120RT Brasilia авиакомпании Atlantic Southeast Airlines (ASA) выполнял регулярный внутренний рейс ASE 529 по маршруту Атланта—Галфпорт, но через 20 минут после взлёта при наборе высоты произошло отделение лопасти воздушного винта у двигателя №1 (левый). Экипаж объявил чрезвычайную ситуацию и сперва решил вернуться в Атланту, но затем направился в аэропорт Западная Джорджия близ Карролтона. Из-за быстрого снижения самолёта пилоты совершили вынужденную посадку на лес, при этом лайнер разрушился и загорелся. Из находившихся на его борту 29 человек (26 пассажиров и 3 члена экипажа) погибли 8, включая командира экипажа. 
Причиной катастрофы стало отделение одной из лопастей воздушного винта, а основным виновником — фирма-изготовитель «Hamilton Standard».

## Самолёт
Embraer EMB-120RT Brasilia (регистрационный номер N256AS, серийный 122) был выпущен в феврале 1989 года (первый полёт совершил под тестовым б/н PT-SNO). 3 марта того же года был передан авиакомпании Atlantic Southeast Airlines (ASA). Оснащён двумя турбовинтовыми двигателями Pratt & Whitney Canada PW118. На день катастрофы совершил 18 171 цикл «взлёт-посадка» и налетал 17 151 час.

## Экипаж
Состав экипажа рейса ASE 529 был таким:
- Командир воздушного судна (КВС) — 45-летний Эдвин Ганнавэй (англ. Edwin Gannaway). Опытный пилот, проработал в авиакомпании ASA 7 лет и 5 месяцев (с марта 1988 года). Налетал 9816 часов, 7374 из них на Embraer EMB-120 Brasilia (2186 из них в качестве КВС).
- Второй пилот — 28-летний Мэттью Уормердам (англ. Matthew Warmerdam). Опытный пилот, проработал в авиакомпании ASA 4 месяца (с апреля 1995 года). Налетал 1193 часа, 363 из них на Embraer EMB-120 Brasilia.

В салоне самолёта работала одна стюардесса — 37-летняя Робин Фех (англ. Robin Fech). Проработала в авиакомпании ASA 2 года и 6 месяцев (с 8 февраля 1993 года).

## Хронология событий

### Отказ двигателя
КВС Ганнавэй и второй пилот Уормердам, заступившие на Embraer EMB-120RT Brasilia борт N256AS, сперва выполнили рейс ASE 211 из Мейкона в Атланту. В кабине вместе с экипажем в качестве пассажира летел ещё один пилот авиакомпании ASA, согласно показаниям которого оба пилота перед полётом выглядели отдохнувшими. В аэропорту Атланты командир остался в кабине для связи с диспетчером, а второй пилот вышел и находился рядом. Им теперь предстояло совершить рейс ASE 529 из Атланты в Галфпорт. Полёт должен проходить по ППП на эшелоне FL260 (7900 метров), расчётная продолжительность составляла 1 час 26 минут. На борту самолёта находились 3 члена экипажа (2 пилота и 1 стюардесса), 26 пассажиров, 328 килограммов груза и 1224 килограмма авиатоплива.
В 12:10 рейс ASE 529 начал руление к ВПП и в 12:23 вылетел из Атланты. В 12:36 второй пилот сообщил диспетчеру Западного сектора центра УВД в Атланте (Атланта-центр) о том, что рейс 529 проходит высоту 3960 метров. Около 12:42 после нескольких промежуточных ступенчатых подъёмов диспетчер дал разрешение рейсу 529 подниматься и занимать эшелон FL240 (7300 метров). Экипаж подтвердил получение информации.
Согласно записи речевого самописца, в 12:43:25 на высоте 5517 метров и скорости 296 км/ч раздались несколько глухих стуков, после чего крутящий момент на двигателе №1 (левом) упал до нуля, авиалайнер дёрнулся влево, опустил нос и начал быстро снижаться. Пилоты попытались парировать этот момент отклонением штурвала, но тангаж достиг -9°, а вертикальная скорость возросла примерно до 28 м/с. Командир сказал второму пилоту: Я не могу сдержать это дело. Помоги мне удержать его. В 12:44:26 второй пилот сообщил в Атланта-контроль, что они объявляют чрезвычайную ситуацию и что у них отказ двигателя. В ответ диспетчер дал прямой заход на аэропорт Атланты.
По данным бортовых самописцев, скорость снижения менялась скачкообразно со значительными вертикальными и боковыми рывками. В 12:45:46 второй пилот сообщил стюардессе, что произошёл отказ двигателя, объявлено чрезвычайное положение и самолёт возвращается в Атланту. Об этом пилот попросил проинформировать пассажиров. В 12:46:13 второй пилот сообщил диспетчеру, что самолёт быстро снижается, поэтому они запрашивают более близкий аэропорт. Тогда диспетчер указал направление на региональный аэропорт Западная Джорджия.
За счёт изменения режима двигателя №2 (правого) экипажу удалось частично стабилизировать вертикальную скорость снижения между 300 и 600 м/м при приборной скорости между 280 и 320 км/ч. Когда «Эмбраер» снизился ниже 1371 метра, радиолокатор в Атланта-центр потерял его код транспондера, поэтому диспетчер дал указание рейсу 529 переходить на связь с Атланта-подход. Связавшись с диспетчером Атланта-подход, экипаж запросил частоту и векторы радиомаяка аэропорта Западная Джорджия. После получения частоты радиомаяка, экипаж подтвердил получение информации и запросил векторы для визуального захода на посадку. Проверив высоту самолёта и что полёт выполняется по правилам визуальных полётов, диспетчер передал: Направление ноль четыре ноль… аэропорт на 10 часов в 6 милях от вас. В 12:51:47 с самолёта подтвердили получение информации: Ноль четыре ноль, ASE 529. Это было последнее радиосообщение с рейса 529.
По описаниям выживших пассажиров, при наборе высоты они услышали громкий шум, после чего самолёт содрогнулся. Взглянув на левую сторону самолёта, они увидели, как в передней части плоскости крыла застряли две или три лопасти. Стюардесса сообщила, что, взглянув в иллюминатор, она увидела вместо левого воздушного винта и начала обтекателя искажённые части конструкции. Когда второй пилот предупредил её о возникшей ситуации и возвращении в Атланту, стюардесса подготовила пассажирский салон для аварийной посадки и эвакуации. После этого она не общалась с пилотами до момента катастрофы. Впоследствии следователи при осмотре левого воздушного винта обнаружили, что от одной из лопастей остался кусок длиной около 30 сантиметров, тогда как другие три лопасти остались на втулке. Отделившуюся лопасть впоследствии обнаружить не удалось.

### Катастрофа
После 12:51:30 воздушная скорость лайнера снизилась с 311 до 222 км/ч, закрылки и шасси при этом не выпускались. В 12:52:45 рейс ASE 529 врезался в деревья. По примерному курсу 330° он промчался через них на протяжении 110 метров и, снижаясь под углом около 20° с увеличивающимся от 15 до 40° левым креном, вылетел на поляну. Примерно в 12 метрах от леса авиалайнер врезался в землю и, заскользив по траве, остановился в 150 метрах от деревьев. Фюзеляж разорвало на три части: позади левого крыла и позади кабины пилотов. Вытекшее из расположенных в крыльях повреждённых топливных баков авиатопливо примерно через минуту воспламенилось от искр разорванных электрических кабелей, вызвав пожар, уничтоживший всю переднюю и среднюю части самолёта (уцелели только кабина пилотов, правое крыло с двигателем и хвостовая часть).
По показаниям выживших, пассажиры выбирались через проломы в фюзеляже, появившиеся на левом борту при скольжении самолёта по земле и после отделения хвостовой части. Вытекшее авиатопливо пропитало одежду многих людей, которая загорелась при пожаре. Стюардесса, несмотря на полученные раны, помогала пассажирам, и как минимум с одного из них сбила образовавшееся пламя. Дверьми и эвакуационными выходами (по имеющимся показаниям) никто не воспользовался. Как впоследствии показал осмотр места катастрофы, многие из дверей были заблокированы обломками правого крыла. Те пассажиры, кого зажало обломками, позже задохнулись в дыму. Когда второй пилот попытался выбраться наружу, он взял расположенный позади своего места небольшой топорик и попытался прорубить окно, но сделанное им отверстие было около 10 сантиметров в диаметре, поэтому он стал звать на помощь. Когда к нему подбежал пассажир, второй пилот передал ему топорик. Вскоре к месту катастрофы подъехал шериф округа Каррол, который стал помогать в эвакуации второго пилота (по показаниям шерифа, КВС при этом не подавал признаков жизни). Лишь через несколько минут прибывшим пожарным удалось извлечь второго пилота из горящей кабины.
На месте катастрофы погибли 5 человек — 1 член экипажа (КВС) и 4 пассажира, позже ещё 3 пассажира умерли в течение 30 дней от полученных ран. Выжил 21 человек — 2 члена экипажа (второй пилот и стюардесса) и 19 пассажиров; члены экипажа и 11 пассажиров получили серьёзные травмы, 8 пассажиров получили незначительные травмы. Как показала судебно-медицинская экспертиза, основной причиной гибели людей стали дым и пожар. Второй пилот получил ожоги более 80% тела, стюардесса получила ожоги второй степени. Проведённый анализ мочи обоих пилотов не выявил никаких признаков алкоголя или наркотических веществ. Катастрофа произошла днём в точке 33°34′50″ с. ш. 85°12′51″ з. д. на высоте 335 метров над уровнем моря.

## Расследование
Расследование причин катастрофы рейса ASE 529 проводил Национальный совет по безопасности на транспорте (NTSB).
Окончательный отчёт расследования был опубликован 26 ноября 1996 года.

Национальный совет по безопасности на транспорте определяет, что вероятной причиной этой катастрофы было усталостное разрушение в полёте и отделение лопасти воздушного винта, что привело к деформации мотогондолы левого двигателя, вызвав чрезмерное сопротивление, потерю подъёмной силы крыла и ухудшении управляемости самолёта. Отделение было вызвано усталостной трещиной от многочисленных коррозионных раковин, которые не были обнаружены «Hamilton Standard» из-за неадекватных и неэффективных корпоративных методов контроля и ремонта, обучения, документации и взаимодействия. Этому способствовало то, что «Hamilton Standard» и FAA не требовали периодических ультразвуковых инспекций методом неразрушающего контроля без снятия/разборки узлов, участвующих в событии воздушных винтов. Сопутствующим фактором, внесшим вклад в аварийный полёт, была сплошная облачность в районе происшествия, на момент события.
Оригинальный текст (англ.)The National Transportation Safety Board determines that the probable cause of this accident was the in-flight fatigue fracture and separation of a propeller blade resulting in distortion of the left engine nacelle, causing excessive drag, loss of wing lift, and reduced directional control of the airplane. The fracture was caused by a fatigue crack from multiple corrosion pits that were not discovered by Hamilton Standard because of inadequate and ineffective corporate inspection and repair techniques, training, documentation, and communications. Contributing to the accident was Hamilton Standard’s and FAA’s failure to require recurrent on-wing ultrasonic inspections for the affected propellers. Contributing to the severity of the accident was the overcast cloud ceiling at the accident site.

## Культурные аспекты
Катастрофа рейса 529 показана во 2 сезоне канадского документального телесериала Расследования авиакатастроф в эпизоде Раненая птица.

### Комментарии
1. ↑  ASE — позывные рейсов авиакомпании Atlantic Southeast Airlines
2. ↑  Здесь и далее указано Североамериканское восточное время — EDT